# Trachyandra ensifolia
Trachyandra ensifolia là một loài thực vật có hoa trong họ Thích diệp thụ. Loài này được (Sölch) Roessler miêu tả khoa học đầu tiên năm 1973.